# Хорсфорд, Анна Мария
Анна Мария Хорсфорд (англ. Anna Maria Horsford; род. 6 марта 1948, Гарлем, Нью-Йорк) — американская актриса.
Хорсфорд родилась и выросла в Гарлеме, Нью-Йорк, и начала свою карьеру в качестве продюсера на телевидении в конце 1960-х годов. После пятнадцати лет работы в театре, в 1979 году она дебютировала в мыльной опере «Направляющий свет», после чего появилась в фильмах «Таймс-сквер» (1980), «Поклонник» (1981), «Класс» (1983) и «Огни святого Эльма» (1985).
Хотя Хорсфорд сыграла порядка ста ролей, она наиболее известна благодаря телевизионным ситкомам «Аминь» (NBC, 1986—1991) и «Братья Уэйэнсы» (The WB, 1995—1999). В дополнение, Хорсфорд снялась в нескольких недолго просуществовавших ситкомах, а также была гостем в «Закон Лос-Анджелеса», «Справедливая Эми», «Анатомия страсти», «Детектив Раш» и «Новенькая», а с 2005 по 2008 год имела второстепенную роль в «Щит». На большом экране она наиболее известна по роли матери в комедиях «Пятница» (1995) и «Пятница после следующей» (2002). В 2013 году она сыграла центральную роль в комедии «Рождество Мэдеи».